# أسا فيتش
أسا فيتش (بالإنجليزية: Asa Fitch)‏ هو عالم حشرات أمريكي، ولد في 24 فبراير 1809 في Salem, New York ‏ في الولايات المتحدة، وتوفي بنفس المكان في 8 أبريل 1879.